# Coleophora occidentis
Coleophora occidentis é uma espécie de mariposa do gênero Coleophora pertencente à família Coleophoridae.